# Kanji Okunuki
Kanji Okunuki (奥抜 侃志?; Tochigi, 11 agosto 1999) è un calciatore giapponese, attaccante del Gamba Osaka e della nazionale giapponese.

## Carriera

### Club
Cresciuto nell'Omiya Ardija, Okunuki è stato promosso in prima squadra nel gennaio 2018 ed ha debuttato il 22 aprile nell'incontro di J2 League vinto 1-0 contro l'Albirex Niigata. L'8 giugno 2019 ha segnato il suo primo gol nel successo per 3-1 sul Kyoto Sanga.
Il 31 agosto 2022 è stato prestato al Górnik Zabrze con opzione di acquisto. Con i polacchi ha giocato complessivamente 28 incontri ed ha realizzato 4 gol. Il 30 giugno 2023 è stato acquistato a titolo definitivo dal Norimberga.

### Nazionale
Il 9 ottobre 2023 è stato convocato per la prima volta dalla nazionale giapponese per le amichevoli contro Canada e Tunisia.

## Statistiche

### Presenze e reti nei club
Statistiche aggiornate al 23 dicembre 2023.
| Stagione        | Squadra         | Campionato      | Campionato | Campionato | Coppe nazionali | Coppe nazionali | Coppe nazionali | Coppe continentali | Coppe continentali | Coppe continentali | Altre coppe | Altre coppe | Altre coppe | Totale | Totale | Totale |
| Stagione        | Squadra         | Comp            | Pres       | Reti       | Comp            | Pres            | Reti            | Comp               | Pres               | Reti               | Comp        | Pres        | Reti        | Pres   | Reti   |        |
| --------------- | --------------- | --------------- | ---------- | ---------- | --------------- | --------------- | --------------- | ------------------ | ------------------ | ------------------ | ----------- | ----------- | ----------- | ------ | ------ | ------ |
| 2018            | Omiya Ardija    | J2              | 8          | 0          | CG+CdL          | 0               | 0               |                    | -                  | -                  |             | -           | -           | 8      | 0      |        |
| 2019            | Omiya Ardija    | J2              | 26         | 5          | CG+CdL          | 0+1             | 0               |                    | -                  | -                  |             | -           | -           | 27     | 5      |        |
| 2020            | Omiya Ardija    | J2              | 23         | 5          | CG+CdL          | 0               | 0               |                    | -                  | -                  |             | -           | -           | 23     | 5      |        |
| 2021            | Omiya Ardija    | J2              | 17         | 3          | CG+CdL          | 0               | 0               |                    | -                  | -                  |             | -           | -           | 17     | 3      |        |
| 2022            | Omiya Ardija    | J2              | 19         | 1          | CG+CdL          | 0+2             | 0               |                    | -                  | -                  |             | -           | -           | 21     | 1      |        |
| 2022-2023       | Górnik Zabrze   | EK              | 26         | 4          | CP              | 2               | 0               |                    | -                  | -                  |             | -           | -           | 28     | 4      |        |
| 2023-2024       | Norimberga      | 2L              | 17         | 3          | CG              | 2               | 1               |                    | -                  | -                  |             | -           | -           | 19     | 4      |        |
| Totale carriera | Totale carriera | Totale carriera | 136        | 21         |                 | 7               | 1               |                    | -                  | -                  |             | -           | -           | 143    | 22     |        |

### Cronologia presenze e reti in nazionale
| Cronologia completa delle presenze e delle reti in nazionale ― Giappone | Cronologia completa delle presenze e delle reti in nazionale ― Giappone | Cronologia completa delle presenze e delle reti in nazionale ― Giappone | Cronologia completa delle presenze e delle reti in nazionale ― Giappone | Cronologia completa delle presenze e delle reti in nazionale ― Giappone | Cronologia completa delle presenze e delle reti in nazionale ― Giappone | Cronologia completa delle presenze e delle reti in nazionale ― Giappone | Cronologia completa delle presenze e delle reti in nazionale ― Giappone |
| Data                                                                    | Città                                                                   | In casa                                                                 | Risultato                                                               | Ospiti                                                                  | Competizione                                                            | Reti                                                                    | Note                                                                    |
| ----------------------------------------------------------------------- | ----------------------------------------------------------------------- | ----------------------------------------------------------------------- | ----------------------------------------------------------------------- | ----------------------------------------------------------------------- | ----------------------------------------------------------------------- | ----------------------------------------------------------------------- | ----------------------------------------------------------------------- |
| 1-1-2024                                                                | Tokyo                                                                   | Giappone                                                                | 5 – 0                                                                   | Thailandia                                                              | Amichevole                                                              | -                                                                       | 46’                                                                     |
| Totale                                                                  |                                                                         | Presenze                                                                | 1                                                                       |                                                                         | Reti                                                                    | 0                                                                       |                                                                         |